# Jochen Mass

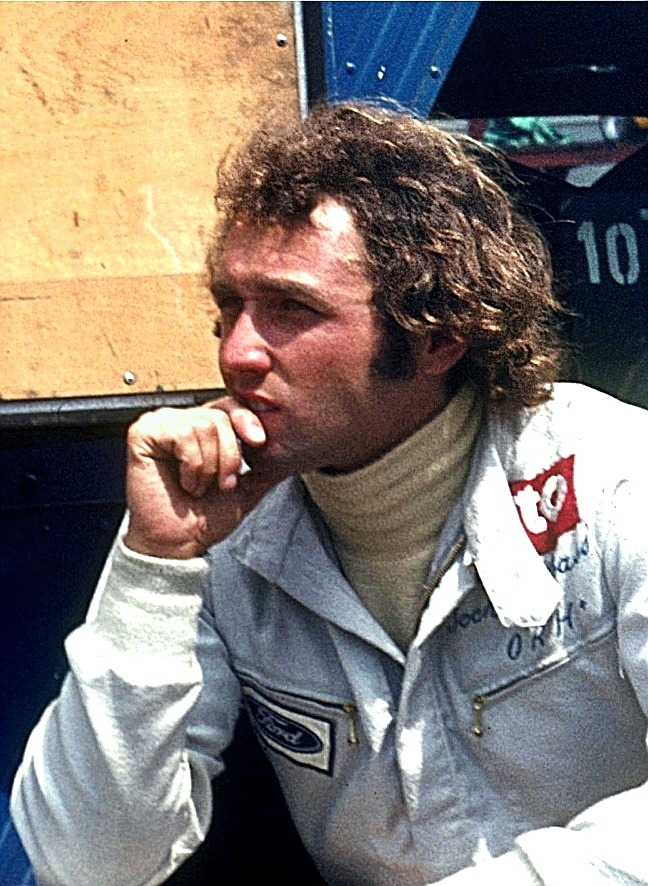
Jochen Mass in 1972

Jochen Mass (Dorfen, 30 september 1946 – Cannes, 4 mei 2025) was een Duits Formule 1-coureur. Jochen Mass startte in totaal in 105 van de 114 Grands Prix wedstrijden waarvoor hij stond ingeschreven. 
Hij debuteerde in de Formule 1 tijdens de Britse Grand Prix in 1973, in het team van Surtees. Later dat jaar stapte hij echter over naar McLaren, waarmee hij in 1975 zijn enige Grand Prix won (Spanje). Nadat James Hunt bij McLaren tekende in 1976 kreeg Mass een meer ondergeschikte rol toebedeeld binnen het team, waarna hij in 1978 overstapte naar ATS. Dat seizoen verliep rampzalig, Mass brak zijn been tijdens testen op Silverstone, waarna dat seizoen voor hem afgelopen was.
De twee daarop volgende jaren reed hij nog voor Arrows en vervolgens, na een jaar pauze, een jaar bij RAM March.
In 1982 was hij betrokken bij het dodelijke ongeluk van Gilles Villeneuve op Zolder. Dat bezorgde hem een slecht geweten, totdat hij veertien jaar later in Monte Carlo een toevallige ontmoeting had met Villeneuves dochter Melanie. Zij verzekerde hem dat niemand boos op hem was of hem de schuld van het ongeluk gaf.
Na zijn F1 jaren is Mass nog succesvol geweest in andere takken van de autosport, waaronder de 24 uur van Le Mans, die hij in 1989 won, en de 12 uur van Sebring.
Mass overleed op 4 mei 2025 op 78-jarige leeftijd.